# Stenalcidia congruata
Stenalcidia congruata là một loài bướm đêm trong họ Geometridae.